# Marlies Glaus-Oberholzer
Marlies Glaus-Oberholzer (* 25. April 1958 in Goldingen, Kanton St. Gallen als Marlies Oberholzer) ist eine ehemalige Schweizer Skirennläuferin, die 1976 an den Olympischen Winterspielen in Innsbruck teilgenommen hat.

## Biografie
Marlies Oberholzer wuchs in Goldingen SG, praktisch neben den Bergbahnen am Atzmännig auf. Ihr Vater war dort 30 Jahre lang Betriebsleiter. Mit jungen Jahren trat sie dem Skiclub Goldingen bei. Später zog sie nach Wangen.

## Sportkarriere
Marlies Oberholzer fuhr für den Skiclub Goldingen. 1973 gelang ihr der nationale Durchbruch. An den JO-Meisterschaften in Bulle gewann sie Silber im Slalom und Bronze im Riesenslalom. Danach fuhr sie verschiedene Europacups und wurde daraufhin ins Nationalteam aufgenommen. Ihren ersten Weltcup fuhr Oberholzer 1975.
Bereits mit 17 Jahren stand sie am 12. Februar 1976 am Start der Olympiaabfahrt von Innsbruck. Bei dieser Abfahrt landete sie auf dem Rang 8. Damit wurde sie zweitbeste Schweizerin – nur sechs Hundertstel hinter der routinierten Walliserin Bernadette Zurbriggen. Wegen zehn Hundertstelsekunden verpasste sie den sechsten Rang und damit das Olympische Diplom.
1978 beendete sie ihre Skikarriere.

## Privatleben
1984 heiratete Marlies Oberholzer ihren Mann Kari Glaus. Damals nahm sie seinen Namen an und heisst jetzt Marlies Glaus-Oberholzer. Gemeinsam haben sie zwei Kinder Michèle und André.

## Resultate
- Olympische Winterspiele Innsbruck: 8. Abfahrt[3]
- Olympische Winterspiele Innsbruck: 26. Riesenslalom[4]
- Alpiner Skiweltcup 1977: 8. Abfahrt[5]
- Crans-Montana: 10. Abfahrt[6]
- Alpiner Skiweltcup Bad Gastein: 8. Abfahrt[7]